# Tour de Flandes 1956
El Tour de Flandes 1956, la 40.ª edición de esta clásica ciclista belga. Se disputó el 2 de abril de 1956.
El ganador fue el belga Jean Forestier, que se impuso en solitario en la llegada en Wetteren. Los belgas Stan Ockers y Leon van Daele fueron segundo y tercero respectivamente. 

## Clasificación General
| Posición | Ciclista            | Equipo                    | Tiempo     |
| -------- | ------------------- | ------------------------- | ---------- |
| 1        | Jean Forestier      | Follis-Dunlop             | 6h 09' 00" |
| 2        | Stan Ockers         | Elvé-Peugeot              | + 9"       |
| 3        | Leon van Daele      | Bertin                    | m.t.       |
| 4        | Rik Van Steenbergen | Elvé-Peugeot              | m.t.       |
| 5        | Lucien Mathys       | Groene Leeuw              | m.t.       |
| 6        | Germain Derycke     | Van Hauwaert-Faema-Guerra | m.t.       |
| 7        | André Vlayen        | Elvé-Peugeot              | m.t.       |
| 8        | Briek Schotte       | Faema                     | m.t.       |
| 9        | Ernest Sterckx      | Elvé-Peugeot              | m.t.       |
| 10       | Jan Zagers          | Libertas)                 | m.t.       |